# Zoo de Chongqing
Le zoo de Chongqing est un parc zoologique de la ville de Chongqing, en Chine, à environ 8 km au sud-ouest du centre-ville.

## Aperçu
Le zoo est situé à Yangjiaping sur la route Xijiao dans le district de Jiulongpo à Chongqing. Il a été construit en 1953 et officiellement ouvert au public en 1955. Le zoo couvre une superficie de 45 hectares.
Le zoo est une base importante pour la protection et la recherche sur les animaux sauvages. Il présente des espèces rares comprenant des pandas géants,, des pandas rouges, le tigre très rare de Chine méridionale, le tigre blanc et l'éléphant d'Afrique.
L'entrée principale du zoo est proche de la station du zoo de Chongqing sur la ligne 2 du métro de Chongqing.

## Galerie de photos

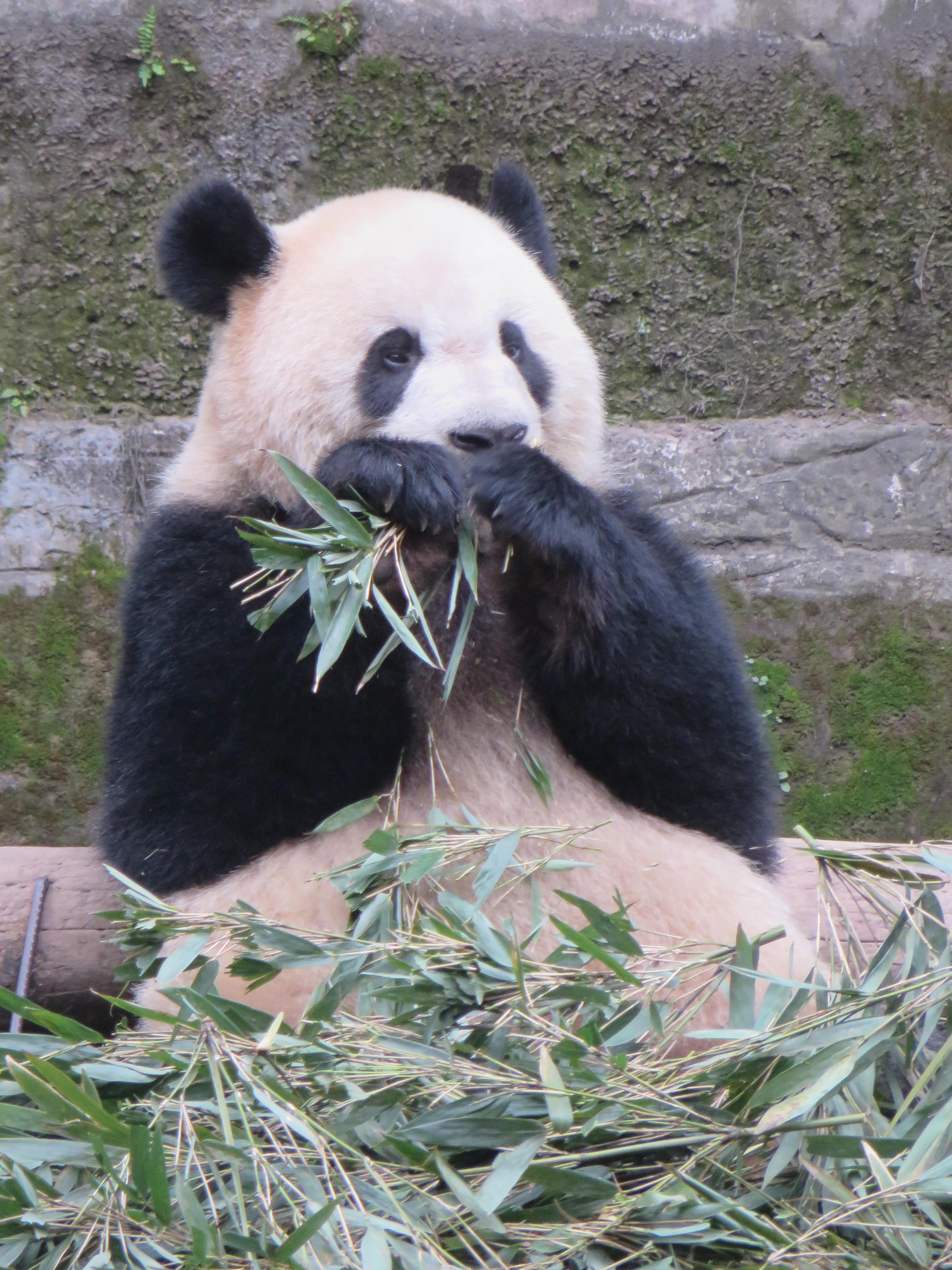
Panda géant femelle appelé Mang Zei mangeant du bambou dans l'enclos des pandas
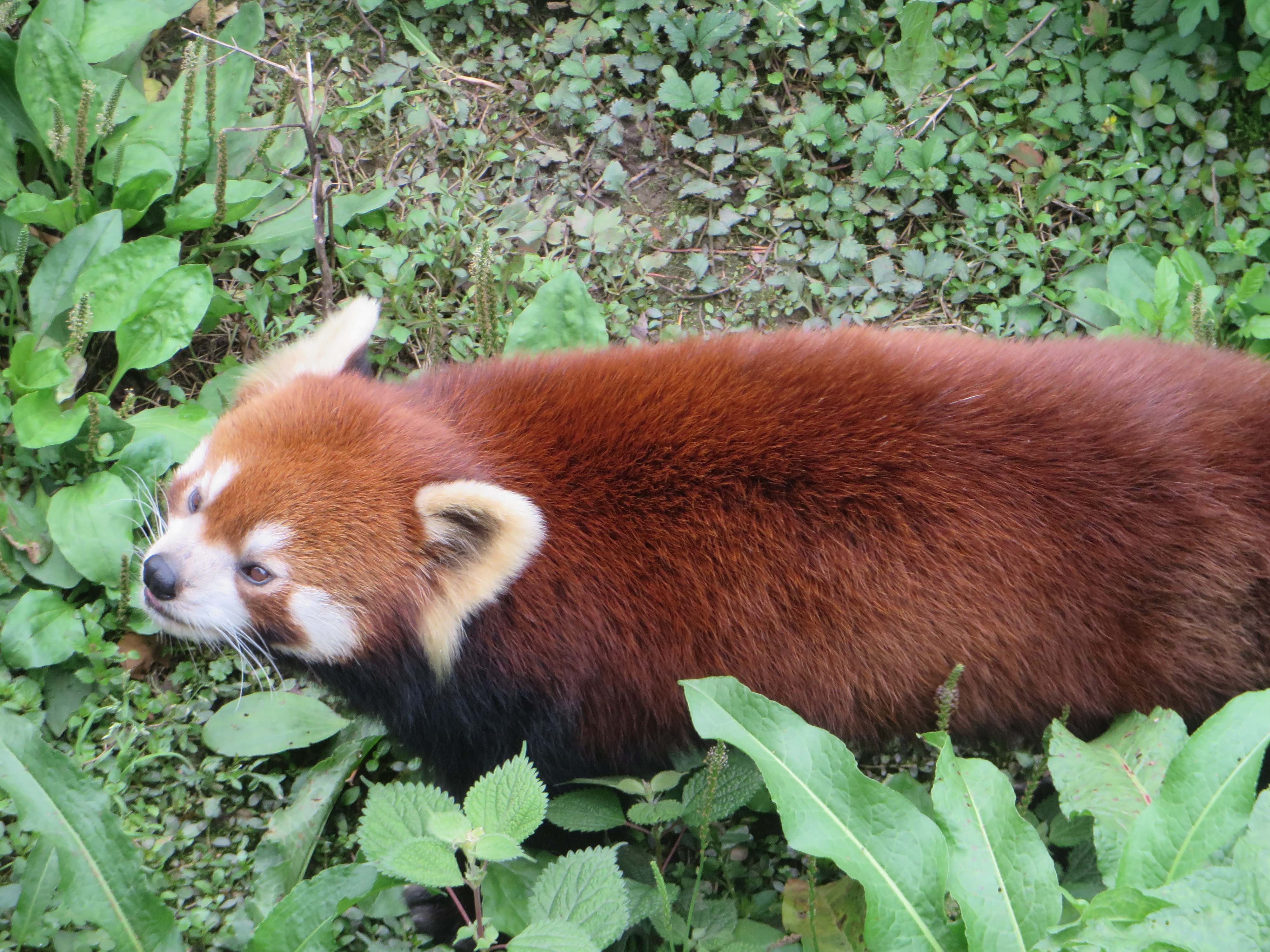
Panda rouge
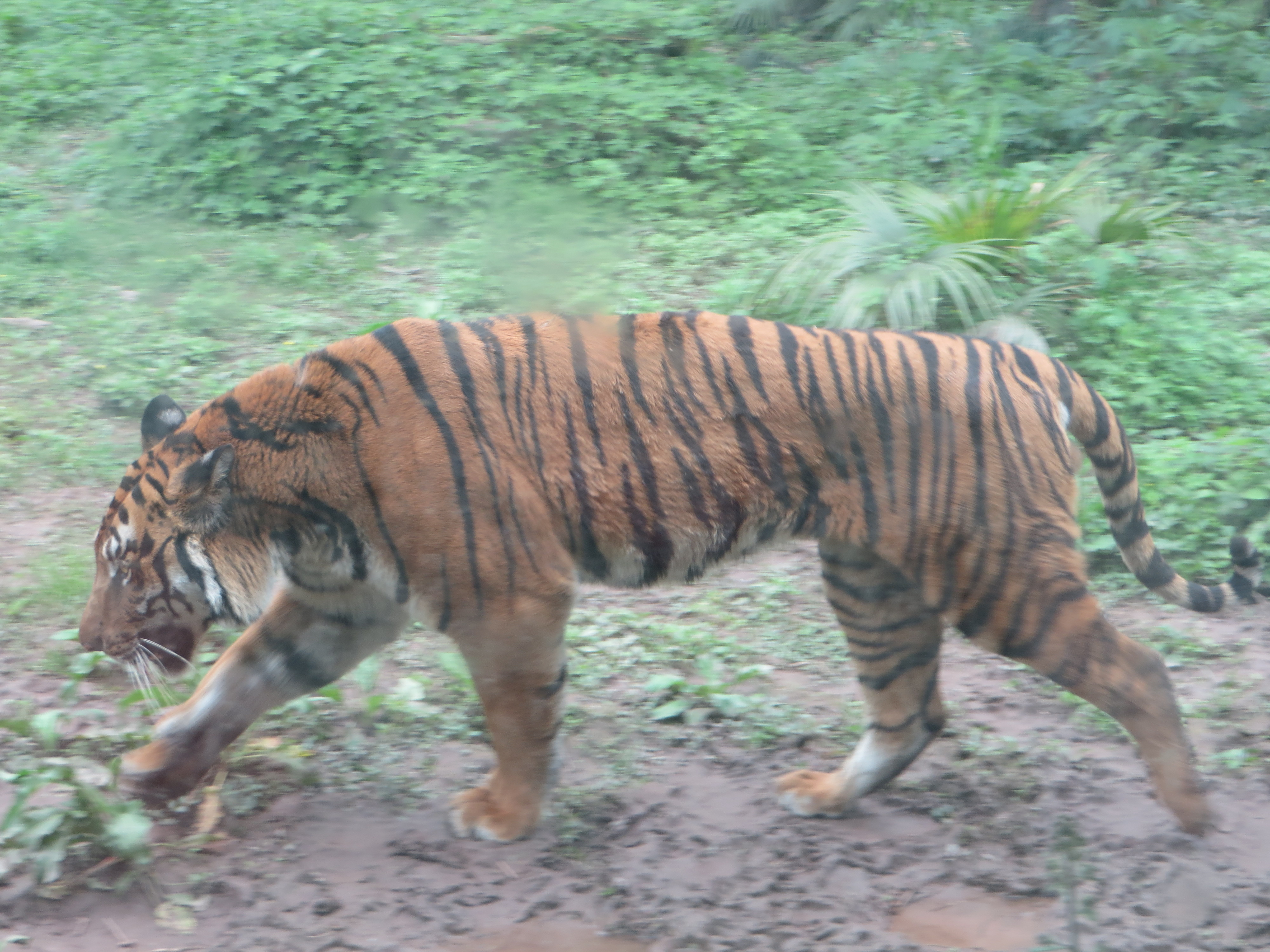
Tigre de Chine méridionale
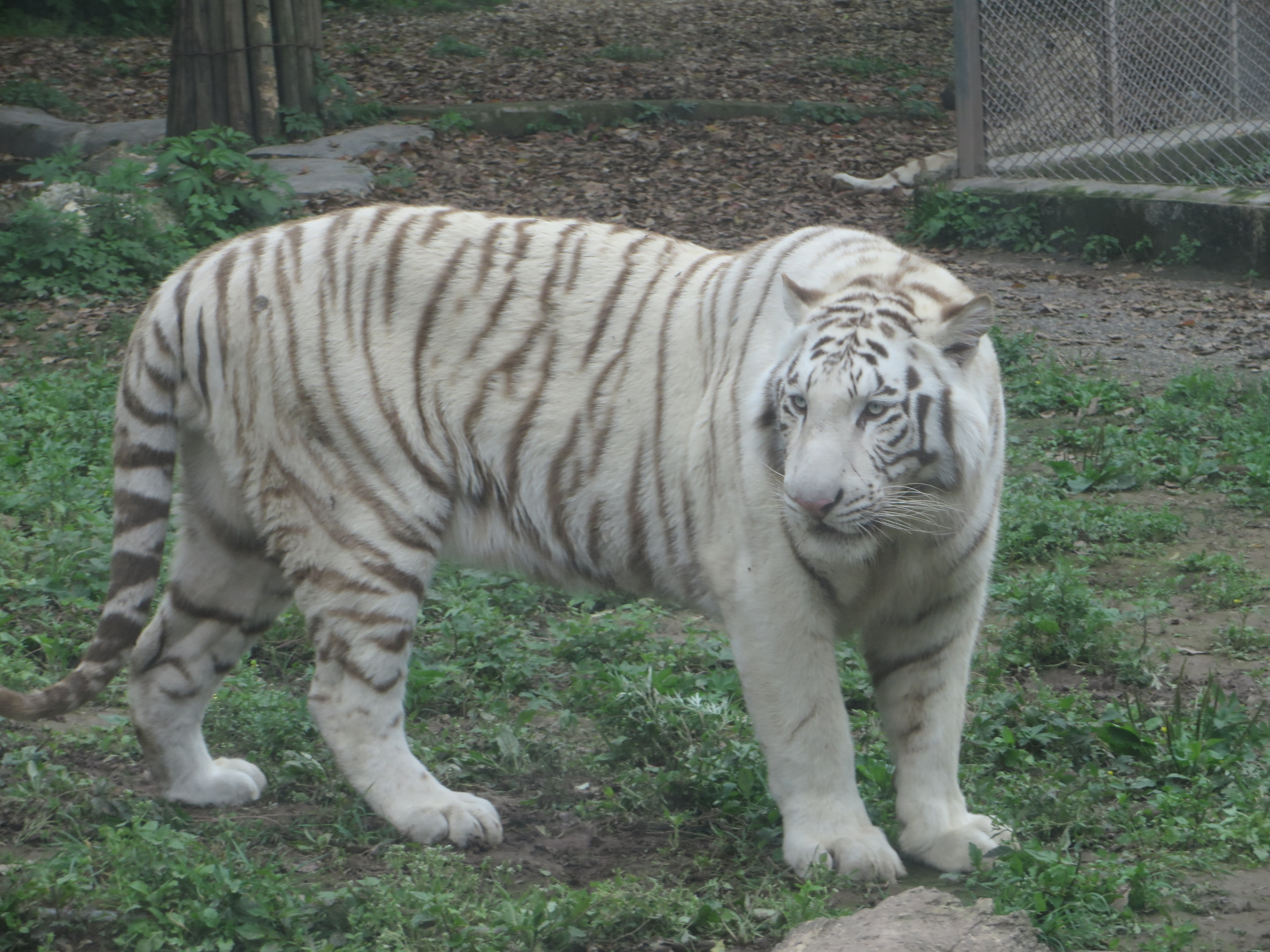
Tigre blanc mâle appelé Bo Bo